# Hanne Marlene Dahl
Hanne Marlene Dahl (født 1963) er en dansk omsorgs- og kønsforsker og siden 2011 professor ved Roskilde Universitet.
Hun er uddannet cand.scient. pol. (statskundskab) og exam.art. (filosofi) fra Aarhus Universitet i 1993. Hun har desuden en MA fra Dept. of Government, University of Essex i Storbritannien i 1990 og en Phd i statskundskab fra Aarhus Universitet fra 2000 med titlen: Fra kitler til eget tøj - Diskurser om køn, omsorg og professionalisme.
Hun har været medredaktør af det samfundsvidenskabelige tidsskrift GRUS og Kvinder, Køn & Forskning.
Dahl har publiceret flere internationale antologier og bøger, herunder Dilemmas of Care (Ashgate) og Struggles in (elderly) Care (Palgrave).